# Kazaa
Kazaa (także KaZaA, pełna nazwa Kazaa Media Desktop) – komputerowy program kliencki sieci P2P – FastTrack, stworzony w marcu 2001 roku przez szwedzkiego programistę Niklasa Zennströma, później sprzedany australijskiej firmie Sharman Networks.
Wyszukiwanie i wymiana plików między klientami Kazaa odbywa się bez pośrednictwa centralnego serwera jako tzw. samoorganizująca się sieć rozproszona (ang. distributed selforganising network), w której komputery o odpowiednio dużej mocy procesora oraz przepustowości łącza pełnią rolę tzw. superwęzłów. Status ten jest przyznawany automatycznie, o ile użytkownik nie zablokuje takiej możliwości. 
Program Kazaa zawiera również elementy o charakterze reklamowym i szpiegowskim, które mogą powodować znaczący spadek wydajności systemu.